# Altenkirchen
Altenkirchen é uma cidade da Alemanha do estado da Renânia-Palatinado, capital do distrito de Altenkirchen.